# Mamy Gervais Randrianarisoa
Maminirina "Mamy" Gervais Randrianarisoa (ur. 7 listopada 1984 w Antananarywie) – madagaskarski piłkarz grający na pozycji środkowego obrońcy. Od 2021 jest zawodnikiem klubu La Tamponnaise.

## Kariera klubowa
Swoją karierę piłkarską Randrianarisoa rozpoczął w klubie FC Antsaniony. W sezonie 2004 zadebiutował w jego barwach w drugiej lidze madagaskarskiej. W 2006 roku przeszedł do pierwszoligowego Ajesaia. Grał w nim do 2010 roku. Z klubem tym wywalczył dwa mistrzostwa Madagaskaru w sezonach 2007 i 2009 oraz zdobył Puchar Madagaskaru w 2006 roku.
W 2011 roku Randrianarisoa zaczął grać w lidze reuniońskiej. Jego pierwszym klubem na tej wyspie był AJ Petite-Île. W latach 2012–2013 grał w AS Possession, a w latach 2014-2015 ponownie w AJ Petite-Île. W 2016 przeszedł do JS Saint-Pierroise. W sezonach 2016/2017, 2017, 2018 i 2019 wywalczył z nim cztery mistrzostwa Reunionu, a w latach 2018 i 2019 zdobył dwa Puchary Reunionu. W 2021 trafił do La Tamponnaise. W sezonie 2021 został mistrzem Reunionu.

## Kariera reprezentacyjna
W reprezentacji Madagaskaru Randrianarisoa zadebiutował 26 lutego 2005 roku w przegranym 0:2 meczu COSAFA Cup 2005 z Mauritiusem, rozegranym w Curepipe. W 2019 roku został powołany do kadry na Puchar Narodów Afryki 2019. Rozegrał na nim jeden mecz grupowy, z Nigerią (2:0).